# Gabrielle Thomas
Gabrielle Thomas   (Atlanta, 7 de desembre de 1996) és una atleta nord-americana especialitzada en les proves de velocitat. Ha participat en 2 Olimpíades, guanyant 5 medalles (3 d'or). A més, ha guanyat 2 medalles (1 d'or) en els Campionats del Món.
Actualment, amb 21.60 segons, té la quarta millor marca de tots els temps en la prova dels 200 metres aconseguida el 9 de juliol de 2023 en les proves classificatòries olímpiques dels Estats Units. També té el rècord continental en la prova del 4x400m relleus, amb una marca de 3:15.27 segons, aconseguida a la final dels Jocs Olímpics de París 2024.

## Carrera
Va néixer a Atlanta, Geòrgia i és filla de Jennifer Randall i Desmond Thomas. Té un germà bessó anomenat Andrew. És afroamericana per part de la mare i jamaicana per part del pare. El 2007, Randall va traslladar la família a Massachusetts per ensenyar a la Universitat de Massachusetts després de completar el seu doctorat a la Universitat Emory. Mentre la família es va instal·lar a Florència, Massachusetts, Thomas d'entrada jugava a softbol i futbol, i després es va unir a l'equip de pista. Allyson Felix la va inspirar per decidir-se a córrer, ja que la veia córrer des de casa de la seva àvia. A l'escola secundària, Thomas va cursar els 4 anys a l'escola Williston Northampton, on va tenir bons registres i va ser entrenada per Michelle Lawson.
Llicenciada a la Universitat de Harvard, va estudiar neurobiologia i salut global. Mentre va estar a Harvard, Thomas va guanyar 22 títols en tres anys d'atletisme en sis proves diferents, establint els rècords de l'escola i la Ivy League en els 100 metres, 200 metres i els 60 metres coberts. Va signar un contracte amb New Balance i es va convertir en professional a l'octubre del 2018, renunciant al seu darrer any d'elegibilitat per a la col·legiació.
Després de Harvard, es va traslladar a Austin, Texas, per ser entrenada per Tonja Buford-Bailey. El maig de 2020, Thomas va ser suspesa provisionalment per tres faltes relacionades amb el dopatge, sancionada amb un període d'inelegibilitat de dos anys. Va presentar noves proves al juny per invalidar una falta i al final va ser autoritzada al juliol.

### 2021-2022
Thomas va experimentar un ensurt sanitari el 2021 quan una ressonància magnètica va revelar un tumor al fetge, però va resultar ser benigne.
El 9 de juliol de 2021 en els trials dels Estats Units, va aconseguir, en aquell moment, la tercera millor marca de tots els temps en la prova dels 200m, amb una marca de 21,61 segons. El temps va sorprendre a la mateixa Thomas; que després de la carrera, va dir: "Definitivament, va canviar la meva manera de veure'm com una corredora. Encara estic en xoc... el meu somni era formar part de l'equip olímpic... Ara que ho he aconseguit, em marcaré objectius més alts". Als Jocs Olímpics de 2020 a Tòquio, Thomas va guanyar una medalla de bronze, presentant-se a la final amb un temps de 21,87, per darrere d'Elaine Thompson Herah (or) i Christine Mboma (plata). 3 dies més tard, aconseguia la medalla de plata amb l'equip dels Estats Units, en la prova dels 4x100m relleus.
L'any 2022 es va perdre el Campionat del Món d'Eugene, degut a una lesió al turmell.

### 2023-2024
El 9 d'abril de 2023, aconseguia la seva marca personal dels 400m a Texas, amb un temps de 49.68 segons. El 9 de juliol guanyava la prova dels 200m en el Campionat dels Estats Units, rebaixant la seva marca personal en els 21.60 segons. En el Campionat del Món de Budapest, aconseguia la medalla de plata en els 200m, mentre que s'enduia la medalla d'or amb l'equip dels Estats Units en la prova dels 4x100m relleus.
A més el maig de 2023, acabava el grau en epidemiologia del màster de Salut Pública al campus de Houston de la Universitat de Texas.
L'any 2024 es consolidava com una de les millors esportistes dels Jocs Olímpics de París, guanyant 3 medalles d'or en les tres proves que va participar (200m, 4x100m relleus i 4x400m relleus).

## Marques personals
| Disciplina     | Marca      | Seu      | Data                |
| -------------- | ---------- | -------- | ------------------- |
| 100m llisos    | 11.00      | Eugene   | 18 de juny de 2021  |
| 200m llisos    | 21.60      | Eugene   | 9 de juliol de 2023 |
| 400m llisos    | 49.68      | Texas    | 29 d'abril de 2023  |
| 4x100m relleus | 41.03      | Budapest | 26 d'agost de 2023  |
| 4x400m relleus | 3:15.27 AR | París    | 10 d'agost de 2024  |

## Trajectòria professional
| Jocs Olímpics     | Jocs Olímpics | Jocs Olímpics | Jocs Olímpics  |
| Any               | Seu           | Posició       | Prova          |
| ----------------- | ------------- | ------------- | -------------- |
| 2020              | Tòquio        | 3             | 200m           |
| 2020              | Tòquio        | 2             | 4x100m relleus |
| 2024              | París         | 1             | 200m           |
| 2024              | París         | 1             | 4x100m relleus |
| 2024              | París         | 1             | 4x400m relleus |
| Campionat del Món |               |               |                |
| 2023              | Budapest      | 2             | 200m           |
| 2023              | Budapest      | 1             | 4x100m relleus |